# Vila Franca do Campo

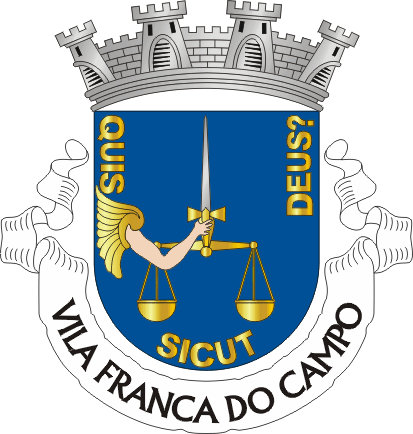
Stadsvapen

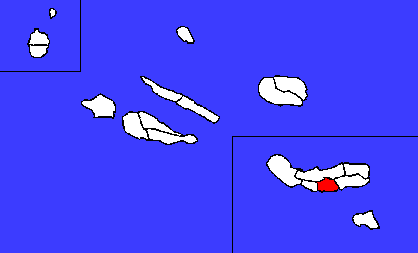
Vila Franca do Campos läge på Azorerna

Vila Franca do Campo (IPA: ˈvilɐ ˈfɾɐ̃kɐ du ˈkɐ̃pu), ordagrant "Den fria staden på landsbygden") är en stad och kommun i södra delen av ön São Miguel i den portugisiska autonoma regionen Azorerna. Kommunen har 11 229 invånare och en yta på 78,0 km². Själva staden har 4  077 invånare.
Vila Franca do Campo ligger öster om Ponta Delgada och knyts med en bergsväg samman med Ponta Delgada, Lagoa, Furnas, Povoação och öns östra och norra delar. Stora delar av kommunen är skogbevuxna bergsområden, med enstaka gräsfält. Resten av landet är odlad mark, uppblandat med några små skogsområden.